# Principiul Pareto

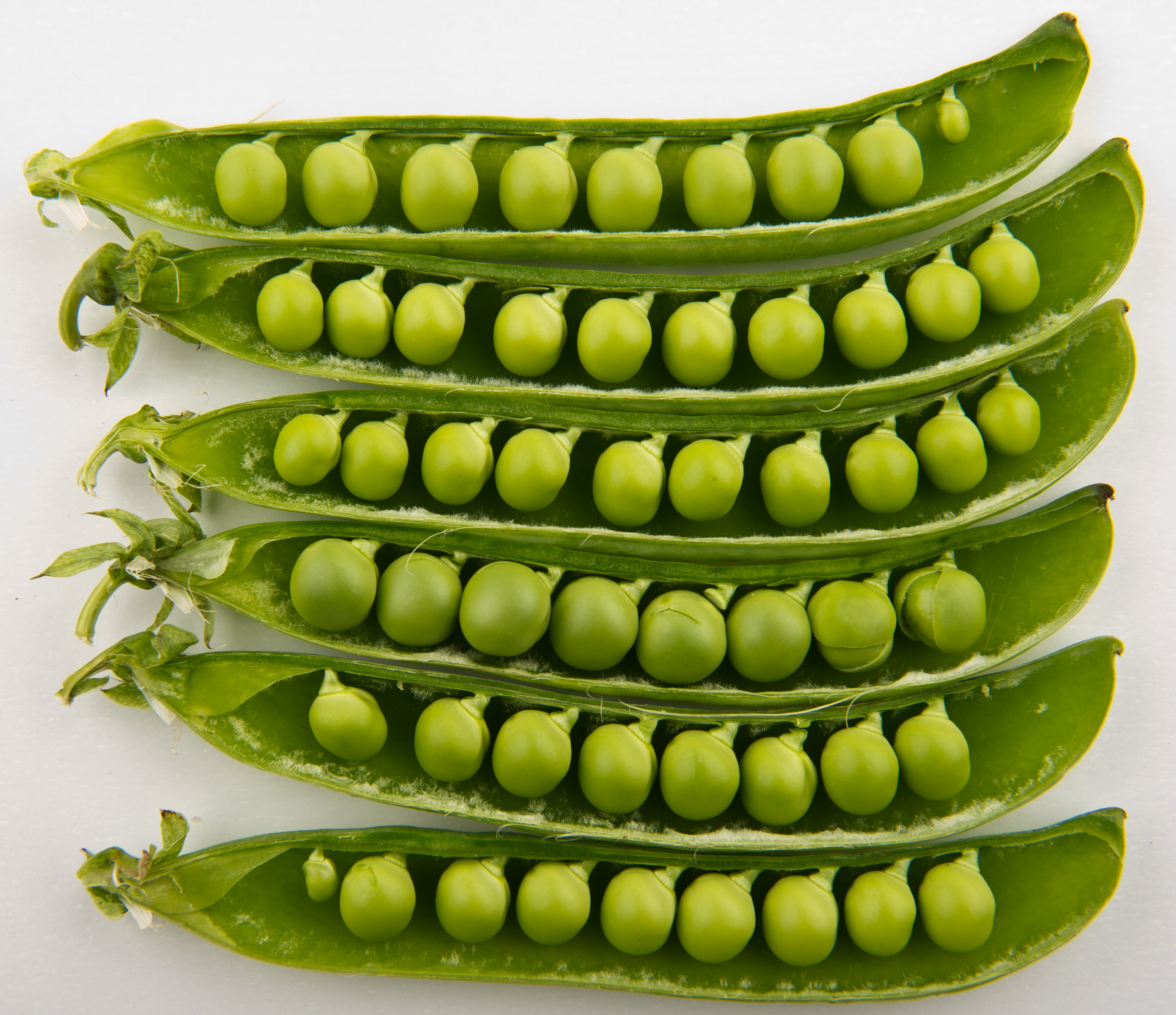
Principiul Pareto este derivat din observația lui Vilfredo Pareto că numai un număr „vital” de păstăi de mazăre din grădina lui a produs majoritatea recoltei de mazăre.

Principiul Pareto (cunoscut de asemenea ca regula 80/20 sau legea celor puțini dar critici) prevede că, pentru multe evenimente, aproximativ 80% din efecte sunt produse de 20% din cauze. Consultantul în management⁠(d) Joseph M. Juran a fost cel care a propus principiul și l-a denumit după economistul italian Vilfredo Pareto, care a remarcat legătura 80/20 pe când activa la Universitatea din Lausanne⁠(d), în 1896, și a publicat-o în prima lui lucrare, „Cours d'economie politique”. În esență, Pareto arăta că aproximativ 80% din suprafața Italiei, era deținută de 20% din populație; Pareto a dezvoltat principiul observând că aproximativ 20% din păstăile de mazăre în grădina lui produceau 80% din recoltă.
Este o regulă generală⁠(d) frecvent utilizată în domeniul afacerilor; de exemplu, „80% din vânzări provin de la 20% din clienți”. Din punct de vedere matematic, regula 80/20 este aproximativ urmată de o distribuție a legii puterii⁠(d) (cunoscută și ca distribuția Pareto⁠(d)) pentru un anumit set de parametri, și s-a demonstrat empiric că multe fenomene naturale prezintă o astfel de distribuție.
Principiul Pareto este doar tangențial legat de eficiența Pareto. Pareto a dezvoltat ambele concepte în contextul distribuției veniturilor⁠(d) și a bogăției în rândul populației.

## În economie
Observația inițială era în legătură cu populația și bogăția. Pareto a observat că 80% din pământul din Italia era deținut de 20% din populație. Apoi, el a efectuat cercetări în mai multe alte țări și a constatat, spre surprinderea sa, că se aplică o distribuție similară.
O diagramă care dădea inegalității o formă foarte vizibilă și ușor de înțeles, așa-numitul „efect al paharului de șampanie”, a fost cuprinsă în Raportul Programului Națiunilor Unite pentru Dezvoltare din 1992, care arăta că distribuția globală a veniturilor era foarte inegală, cei mai bogați 20% din populația globului controlând 82,7% din veniturile mondiale.
| Chintilă a populației | Venituri |
| --------------------- | -------- |
| Cei mai bogați 20%    | 82,70%   |
| A doua chintilă       | 11,75%   |
| A treia chintilă      | 2,30%    |
| A patra chintilă      | 1,85%    |
| Cei mai săraci 20%    | 1,40%    |

## În știință
Cu cât mai multe predicții face o teorie, cu atât mai mare este șansa ca unele dintre ele să fie verificabile într-o manieră necostisitoare. Modificările unor teorii existente fac mai din ce în ce mai puține predicții noi, crescând riscul ca acele câteva predicții rămase să fie foarte costisitor de testat.

## În software
În informatică și teoria automaticii, ca de exemplu pentru convertoarele electromecanice de energie, principiul Pareto poate fi aplicat la eforturi de optimizare⁠(d).
De exemplu, Microsoft a menționat că, prin repararea a 20% dintre cele mai frecvent raportate buguri, 80% din erorile și blocajele asociate dintr-un anumit sistem vor fi eliminate.
În testele de sarcină⁠(d), este o practică comună a se estima că 80% din trafic apare în 20% din perioada de timp.
În ingineria software, Lowell Arthur a exprimat un principiu  corolar: „20 la sută din cod are 80% din erori. Găsiți-le, reparați-le!”

## În sport
Se spune că aproximativ 20% din sportivi participă la 80% din concursurile mari, iar dintre aceștia, 20% câștigă 80% din premii. Exisă aplicabilitate și la echipele din multe jocuri populare. 
Principiul Pareto a fost aplicat și la antrenamente, unde aproximativ 20% dintre exerciții și obiceiuri au 80% din impact, iar cel antrenat nu ar trebui să se concentreze prea mult pe un antrenament variat. Acest lucru nu înseamnă neapărat că alimentația sau antrenamentul de forță nu sunt importante, ci acestea nu sunt la fel de important ca activitățile-cheie. 
Legea celor puțini poate fi văzută și în pariuri, unde se spune că, cu 20% din efort, se poate obține o performanță egală cu cea a 80% din pariori.

## Sănătatea și siguranța muncii
Profesioniștii din sănătatea și securitatea muncii folosesc principiul Pareto pentru a sublinia importanța prioritizării pericolelor. Presupunând că 20% din pericole cauzează 80% din accidente, și categorisind pericolele, profesioniștii din domeniul siguranței pot viza acele 20% dintre pericole care produc 80% din accidente. Alternativ, dacă riscurile sunt abordate în ordine aleatorie, un profesionist în domeniul siguranței are probabilitate mare de a adresa unul dintre cele 80% de pericole care produc doar o parte din restul de 20% dintre accidente.
În afară de asigurarea eficientă a practicilor de prevenire a accidentelor, principiul Pareto asigură și că riscurile sunt abordate într-o ordine economică, tehnica asigurând că resursele sunt utilizate cele mai eficient pentru a preveni cele mai multe accidente.

## Alte aplicații
În disciplina științei sistemelor, Epstein și Axtell au creat un model de simulare pe bază de agenți numit SugarScape, cu o abordare de modelare descentralizată, bazată pe reguli de comportament individual definite pentru fiecare agent din economie. Distribuția bogăției și principiul 80/20 al lui Pareto au devenit emergente în rezultatele lor, ceea ce sugerează că principiul este o consecință a acțiunii colective a acestor reguli individuale.
Principiul Pareto are multe aplicații în controlul calității. Stă la baza diagramei Pareto, unul dintre principalele instrumente folosite în tehnicile de controlul total al calității și Șase Sigma⁠(d). Principiul Pareto servește ca bază pentru analiza ABC și analiza XYZ, utilizate pe scară largă în logistică și achiziții în scopul de a optimiza stocurile de mărfuri, precum și costurile legate de întreținerea și completarea stocului.
În îngrijirea sănătății în Statele Unite, s-a constatat că 20% dintre pacienți folosesc 80% din resursele de îngrijire a sănătății.
Studiul Dunedin⁠(d) a constatat că 80% din infracțiuni sunt comise de 20% din infractori. Această statistică este utilizată pentru a sprijini atât politicile de percheziție pe loc, cât și teoria geamurilor sparte, întrucât capturarea infractorilor care comit infracțiuni minore probabil că va duce la prinderea infractorilor care comit (sau care altfel ar comite) infracțiuni mai grave.

## Considerații matematice
Ideea are o aplicare ca regulă generală în multe locuri, dar este frecvent utilizată abuziv. De exemplu, este greșită afirmația că o soluție a unei probleme „respectă regula 80/20” doar pentru că 80% din cazuri se încadrează în ea; trebuie și ca soluția să necesite doar 20% din resursele care ar fi necesare pentru a rezolva toate cazurile. În plus, interpretarea datelor cu un număr mic de categorii sau observații este tot un abuz de regula 80/20.
Este un caz special al fenomenului mai larg al distribuțiilor Pareto⁠(d). Dacă indicele Pareto⁠(d) α, care este unul dintre parametrii care caracterizează o distribuție Pareto, este ales astfel încât α = log45 ≈ 1.16, atunci rezultă că 80% din efecte provin din 20% din cauze.
Rezultă că și 80% din acele 80% din efecte provin din 20% din cele 20% din cauze, și așa mai departe. Optzeci la sută din 80% este 64%; 20% din 20% este 4%, deci aceasta implică și o lege „64/4”; și, în mod similar, o lege „51,2/0,8”. În mod similar, pentru cele 80% de cauze inferioare cu cele 20% din efecte inferioare, 80% din 80% din cauze produc 20% din 20% din efecte. Acesta este, în linii mari, tabelul de mai sus cu averea populației lumii, unde cei 60% din zona inferioară dețin 5,5% din averi, aproape de o legătură 64/4.
Corelația 64/4 implică, de asemenea, o zonă „medie” de 32%, cuprinsă între 4% și 64%, unde cele mai de jos 80% din cele mai de sus 20% (16%) și cele mai de sus 20% din cele mai de jos 80% (16%) reprezintă efectele medii produse de cauze medii (32%). În tabelul averii de mai sus, aceasta se traduce prin faptul că a doua chintilă (20%) controlează 12% din avere, iar a patra chintilă (probabil) controlează 16% din avere.
Termenul de 80/20 este doar o prescurtare pentru principiul general. În cazuri individuale, distribuția poate fi la fel de bine, să zicem, mai aproape de 80/10 sau 80/30. Nu este nevoie ca cele două numere pentru să aibă suma 100, întrucât ele sunt măsuri de lucruri diferite, (de exemplu, „numărul de clienți” vs „suma cheltuită”). Cu toate acestea, fiecare caz în care ele nu au suma 100% este echivalent cu cel în care au suma 100%. De exemplu, după cum s-a menționat mai sus, „legea 64/4 lege” (în care cele două numere nu au suma 100%) este echivalentă cu „legea 80/20” (în care au suma 100%). Astfel, specificarea a două procente în mod independent nu duce la o clasă de distribuții mai largă decât ceea ce se obține prin specificarea celei mai mar și lăsarea celui mai mic procent să completeze până la 100%. Astfel, există doar un singur grad de libertate în alegerea acestui parametru.
Suma de 100% conduce și la o frumoasă simetrie. De exemplu, dacă 80% din efecte provin din 20% din cauze, apoi restul de 20% din efecte provin de la celelalte 80% din cauze. Acest lucru este numit „raport comun”, și poate fi folosit pentru a măsura gradul de dezechilibru: un raport comun de 96:4 este foarte dezechilibrat, 80:20 este semnificativ dezechilibrat (indice Gini: 60%), 70:30 este moderat dezechilibrat (indice Gini: 40%), iar 55:45 este doar ușor dezechilibrat.
Principiul Pareto este o ilustrare a o relației „legii puterii" relație, care apare și în fenomene cum ar fi incendiile de pădure și cutremurele.
Pentru că este auto-similar pe o gamă largă de mărimi, el produce rezultate complet diferite fața de fenomenele cu distribuție gaussiană. Acest fapt explică eșecurile frecvente ale instrumentelor financiare sofisticate, care sunt modelate pe presupunerea că este adecvată o relație gaussiană, de exemplu, la fluctuațiile prețurilor acțiunilor.

## Măsuri de egalitate

### Coeficientul Gini și indicele Hoover
Folosind notația „A : B” notație (de exemplu, 0.8:0.2) și cu A + B = 1, se pot calcula măsuri ale inegalității ca indicele Gini (G) și la indicele Hoover (H). În acest caz, ambele sunt la fel.
{\displaystyle }
{\displaystyle }

### Indicele Theil
Indicele Theil este o măsură a entropiei utilizată pentru a cuantifica inegalități. Măsura este 0 pentru distribuții 50:50 și ajunge la 1 la o distribuție Pareto de 82:18. Inegalități mai mari dau indici Theil supraunitari.
{\displaystyle }